# 玉娟

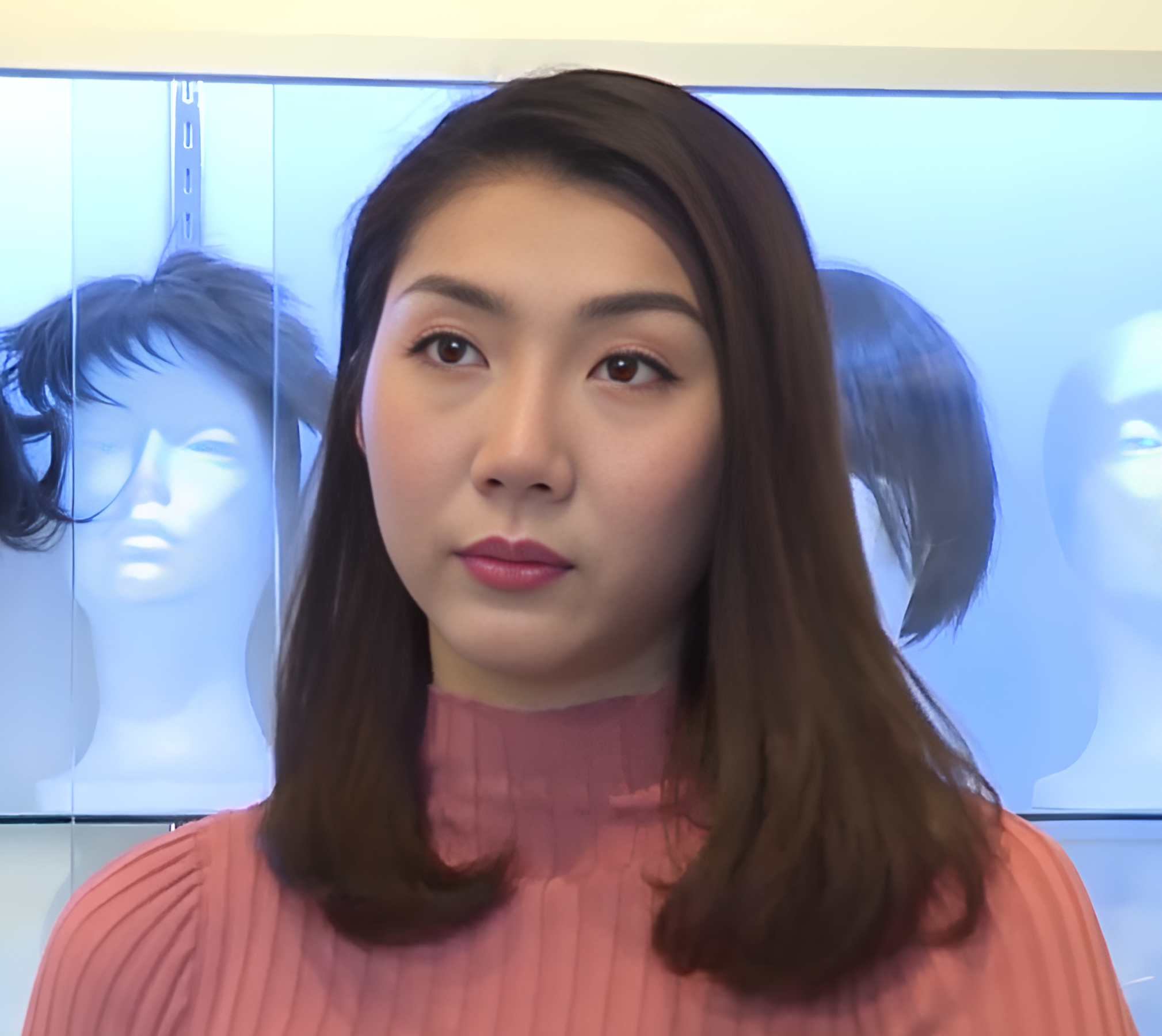

玉娟原名黃姜玉娟（Huỳnh Khương Ngọc Quyên），1988年4月24日出生在胡志明市旭门县。16岁时步入时装界，入行理由是帮助家里赚钱。经过两年努力后，玉娟迅速成名。是越南时装界的顶级模特之一。除了时装表演外，玉娟还转型电影领域。并在影视剧里扮演许多角色，如：《như Hoa dã quỳ》,《 14 ngày phép》,《 Cô nàng tóc xù》,《Lệ phí tình yêu》。2013年在导演阮光勇的电影《美人计》中出演角色。

## 情感生活
2014年1月25日，玉娟与美国越裔医生Richard Lê在美国加州Huntington Harbour Bay Club餐厅举行婚礼。婚后定居美国，几乎淡出越南娱乐圈。